# Jeff Kent
Jeffrey Franklin Kent (nascido em 7 de março de 1968) é um ex-jogador profissional de beisebol que atuou como segunda base. Jogou dezessete temporadas na Major League Baseball (MLB) de 1992 até 2008 pelo Toronto Blue Jays, New York Mets, Cleveland Indians, San Francisco Giants, Houston Astros e Los Angeles Dodgers.
Kent venceu o prêmio de MVP em quando jogava pelo San Francisco Giants, e é o líder geral em home runs entre homens de segunda base. Impulsionou 90 ou mais corridas de 1997 até 2005, uma marca incrível de produção de corridas para um homem de segunda base, que é uma posição tipicamente dedicada a jogadores com boas habilidades de defesa. Kent foi convocado cinco vezes para o All-Star Game e suas 560 rebatidas duplas na carreira o colocam entre os primeiros em todos os tempos em duplas.